# Fortificações de Tabatinga
As fortificações de Tabatinga localizavam-se à margem esquerda do rio Solimões, na atual cidade (e município) de Tabatinga, no estado do Amazonas, no Brasil.

## História
Ante a ruína do Forte de São Francisco Xavier de Tabatinga, patente desde o início do século XIX, e para defesa daquele extremo da fronteira, em destaque após a questão com os vapores peruanos Morona e Pastazza (1862), o Governo Imperial pensou em reforçar a segurança daquele ponto (SOUZA, 1885:62; GARRIDO, 1940:14).
Foi, entretanto, em 1866, no contexto da Guerra da Tríplice Aliança (1864-1870), que se formulou um plano de defesa para algumas fortificações mistas de material e terra (faxina), conforme planta no Arquivo Histórico do Exército (AHEx), no Rio de Janeiro. No ano seguinte (1867), iniciou-se uma frente abaluartada sobre o quadrado do quartel (SOUZA, 1885:62). Essa obra encontrava-se quase concluída em 1869, contando com uma guarnição da Guarda Nacional. Em 1874 iniciou-se a construção de um quartel para o destacamento, prosseguindo em 1876 os serviços de reconstrução e reartilhamento, concluídos em 1877. Em 1883 novos reparos, ao custo de 2:672$000 réis, foram efetuados (GARRIDO, 1940:14). OLIVEIRA (1968) informa que as obras foram começadas por Tibúrcio de Sousa e concluídas por Clarindo de Queirós (op. cit., p. 755).
No início do século XX, em fevereiro de 1908, uma Comissão estudou as condições defensivas daquele trecho fronteiriço, e face aos elevados custos para a defesa fixa, recomendou a defesa móvel, por meio de embarcações artilhadas (GARRIDO, 1940:15).
Para prover a defesa desse trecho da tríplice fronteira (Brasil, Peru, Colômbia), ali estaciona atualmente um Batalhão de Fronteira do Exército Brasileiro (BARRETO, 1958:57).